# If you're gonna tangle (in a love triangle)
If you're gonna tangle (in a love triangle) is een nummer van The Cats dat werd geschreven door Bobby Flax en Lanny Lambert. Het nummer is geen cover maar kwam van een muziekuitgeverij. Het kwam in Japan op de A-kant van een single te staan met Moonchild op de B-kant.
Het is het enige duet dat Piet en Cees Veerman ooit op de plaat hebben gezet. In 1969 was dit weliswaar de bedoeling geweest met Why, een van de grootste hits van The Cats. De eerste opname daarvan was echter niet naar tevredenheid en bij de tweede poging was Cees Veerman ziek. Hierdoor kwam dat nummer uiteindelijk als duet van Piet Veerman met Arnold Mühren uit.
De productie en het arrangement van If you're gonna tangle werden geleverd door de Amerikaan Al Capps. Er worden veel blaasinstrumenten gebruikt waardoor het veel weg heeft van een Motown-productie. Het nummer maakte deel uit van het eerste Amerikaanse album van The Cats, Love in your eyes (1974).